# 893 (numero)
Ottocentonovantatré (893) è il numero naturale dopo l'892 e prima dell'894.

## Proprietà matematiche
- È un numero dispari.
- È un numero composto con 4 divisori: 1, 19, 47, 893. Poiché la somma dei suoi divisori (escluso il numero stesso) è 67 < 893, è un numero difettivo.
- È un numero semiprimo.
- È un numero omirpimes.
- È un numero nontotiente in quanto dispari e diverso da 1.
- È un numero di Ulam.
- È un numero malvagio.
- È un numero intero privo di quadrati.
- È un numero congruente.
- È parte delle terne pitagoriche  (893, 924, 1285), (893, 8460, 8507), (893, 20976, 20995), (893, 398724, 398725).

## Astronomia
- 893 Leopoldina è un asteroide della fascia principale del sistema solare.
- NGC 893 è un galassia spirale della costellazione della Fenice.

## Astronautica
- Cosmos 893 è un satellite artificiale russo.